# Wahlkreis Dumfries (Schottisches Parlament)
| Dumfries                     |
| ---------------------------- |
| Dumfries · South of Scotland |
| Gebildet                     |
| 1999                         |
| Abgeschafft                  |
| 2011                         |
| Regionen                     |
| Dumfries and Galloway        |

Dumfries war ein Wahlkreis für das Schottische Parlament. Er wurde 1999 als einer von neun Wahlkreisen der Wahlregion South of Scotland eingeführt, die im Zuge der Revision der Wahlkreise im Jahre 2011 neu zugeschnitten und in South Scotland umbenannt wurde. Hierbei wurde der Wahlkreis Dumfries abgeschafft. Weite Teile des alten Wahlkreises gingen in den neuen Wahlkreis Dumfriesshire über, die westlichen Randgebiete sowie der Westteil der Stadt Dumfries wurden dem Wahlkreis Galloway and West Dumfries zugeschlagen. Der Wahlkreis umfasste Teile der Council Area Dumfries and Galloway und entsandte einen Abgeordneten. Bei Zensuserhebung 2001 lebten insgesamt 80.784 Personen innerhalb seiner Grenzen.

## Wahlergebnisse

### Parlamentswahl 1999
| Ergebnisse der Parlamentswahl 1999 | Ergebnisse der Parlamentswahl 1999 | Ergebnisse der Parlamentswahl 1999 | Ergebnisse der Parlamentswahl 1999 |
| Partei                             | Kandidat                           | Stimmen                            | %                                  |
| ---------------------------------- | ---------------------------------- | ---------------------------------- | ---------------------------------- |
| Labour                             | Elaine Murray                      | 14.101                             | 36,4                               |
| Conservative                       | David Mundell                      | 10.447                             | 27,2                               |
| SNP                                | Stephen Norris                     | 7625                               | 19,9                               |
| Liberal Democrats                  | Neil Wallace                       | 6209                               | 16,2                               |

### Parlamentswahl 2003
| Ergebnisse der Parlamentswahl 2003 | Ergebnisse der Parlamentswahl 2003 | Ergebnisse der Parlamentswahl 2003 | Ergebnisse der Parlamentswahl 2003 | Ergebnisse der Parlamentswahl 2003 |
| Partei                             | Kandidat                           | Stimmen                            | %                                  | ±                                  |
| ---------------------------------- | ---------------------------------- | ---------------------------------- | ---------------------------------- | ---------------------------------- |
| Labour                             | Elaine Murray                      | 12.834                             | 40,0                               | +3,6                               |
| Conservative                       | David Mundell                      | 11.738                             | 36,6                               | +9,4                               |
| SNP                                | Andrew Wood                        | 3931                               | 12,2                               | −7,7                               |
| Liberal Democrats                  | Clare Hamblen                      | 2394                               | 7,5                                | −8,7                               |
| Socialist                          | John Dennis                        | 1213                               | 3,8                                | +3,8                               |
| Wahlbeteiligung: 32.110 (52,20 %)  |                                    |                                    |                                    |                                    |

### Parlamentswahl 2007
| Ergebnisse der Parlamentswahl 2007 | Ergebnisse der Parlamentswahl 2007 | Ergebnisse der Parlamentswahl 2007 | Ergebnisse der Parlamentswahl 2007 | Ergebnisse der Parlamentswahl 2007 |
| Partei                             | Kandidat                           | Stimmen                            | %                                  | ±                                  |
| ---------------------------------- | ---------------------------------- | ---------------------------------- | ---------------------------------- | ---------------------------------- |
| Labour                             | Elaine Murray                      | 13.707                             | 41,0                               | +1,0                               |
| Conservative                       | Murray Tosh                        | 10.868                             | 32,5                               | −4,1                               |
| SNP                                | Michael Russell                    | 6306                               | 18,9                               | +6,7                               |
| Liberal Democrats                  | Lynne Hume                         | 2538                               | 7,6                                | +0,1                               |
| Wahlbeteiligung: 33.419 (53,46 %)  |                                    |                                    |                                    |                                    |